# Svaté Pole
Svaté Pole (německy Heiligfeld) je obec v okrese Příbram ve Středočeském kraji, asi 3 km jižně od Dobříše. Žije zde 546 obyvatel.

## Název
Na místním hřbitově byla vysypána prsť ze Svaté země. Nechávali se zde pohřbívat lidé nejenom místní, ale především z blízké Dobříše a z širokého okolí. Svaté pole – v mnoha jazycích santo campo, resp. camposanto – znamená v překladu též hřbitov.

## Historie
První písemná zmínka o obci pochází z roku 1352. Po roce 1850 bylo Svaté Pole s osadou Budínek samostatnou obcí, kromě období od 1. ledna 1988 do 23. listopadu 1990, kdy bylo součástí města Dobříš. Před rokem 1880 byl součástí obce i Obořišť, a před rokem 1950 Lhotka.
Před postavením dobříšského kostela zde byl farní kostel i pro Dobříš. Kostel je dnes zasvěcen sv. Alžbětě Duryňské. Původně gotický kostel pochází je 14. století, mezi lety 1711–1712 byl barokně přestavěn, upraven byl i v letech 1811. Oltář je z klasicistní doby a je se sochami sv. Pavla a sv. Rocha. Původní dřevěná fara byla vypálena Husity.

## Obecní správa

### Části obce
- Budínek (k. ú. Svaté Pole)
- Svaté Pole (k. ú. Svaté Pole)

Součástí obce je také základní sídelní jednotka Kramářka. K obci patří také Dolní Svaté Pole (v dřívějších mapách místní název Unterheiligfeld, proto též Podsvaté Pole) a Tuškov.
Sousedními obcemi sídla jsou Rybníky, Stará Huť, Obořiště, Daleké Dušníky a Dobříš.

### Územněsprávní začlenění
Dějiny územněsprávního začleňování zahrnují období od roku 1850 do současnosti. V chronologickém přehledu je uvedena územně administrativní příslušnost obce v roce, kdy ke změně došlo:
- 1850 země česká, kraj Praha, politický okres Příbram, soudní okres Dobříš[6]
- 1855 země česká, kraj Praha, soudní okres Dobříš
- 1868 země česká, politický okres Příbram, soudní okres Dobříš
- 1939 země česká, Oberlandrat Tábor, politický okres Příbram, soudní okres Dobříš[7]
- 1942 země česká, Oberlandrat Praha, politický okres Příbram, soudní okres Dobříš[8]
- 1945 země česká, správní okres Příbram, soudní okres Dobříš[9]
- 1949 Pražský kraj, okres Dobříš[10]
- 1960 Středočeský kraj, okres Příbram
- 2003 Středočeský kraj, okres Příbram, obec s rozšířenou působností Dobříš

### Starostové
- Jaroslav Jarý (2010–2014)
- Josef Šimonovský (2014–dosud)

## Společnost

### Rok 1932
V obci Svaté Pole (přísl. Budínek, Lhotka, 522 obyvatel, katol. kostel, sbor dobrovolných hasičů) byly v roce 1932 evidovány tyto živnosti a obchody: 5 hostinců, kolář, kovář, 3 mlýny, obuvník, 2 obchody se smíšeným zbožím, Spořitelní a záložní spolek pro farní obec Svato-Polskou, švadlena, 3 trafiky, 3 truhláři.

## Pamětihodnosti
- kostel sv. Alžběty Duryňské
- fara (čp. 1)
- roubený dům naproti kostelu
- boží muka sv. Rocha
- Svatopolský rybník
- Morový kříž při odbočce na Obořiště
- bývalá tvrz - dnes statek (čp. 41)
- PP Pařezitý – Pařezitý rybník a okolní mokřady jsou chráněné od roku 2009 jako přírodní památkaPřírodní památka Pařezitý

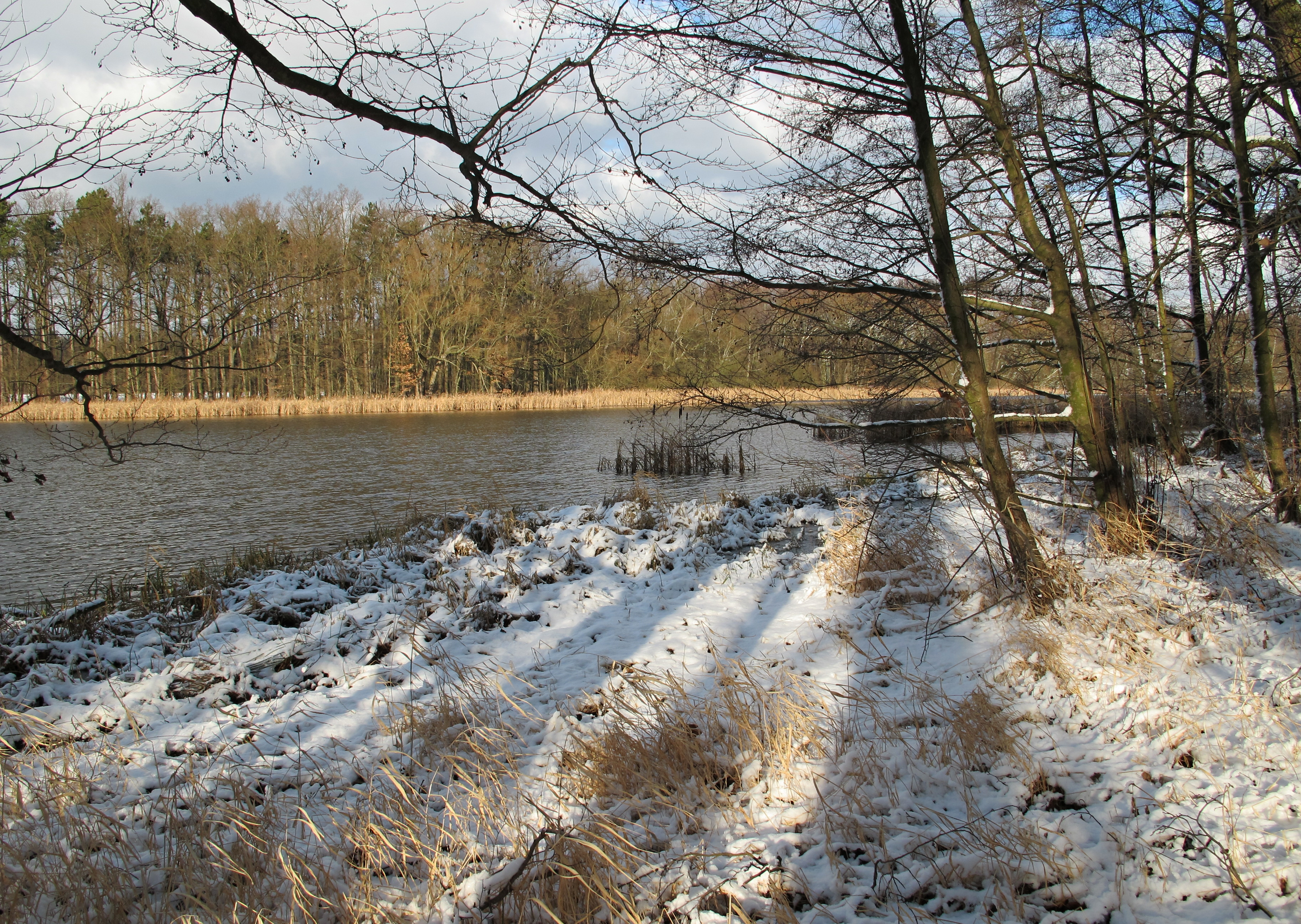
Přírodní památka Pařezitý

## Doprava

### Dopravní síť
Do obce vedou silnice III. třídy. Okolo obce vede dálnice D4. Na území obce se nachází exit 33 (Dobříš-jih). Železniční trať ani stanice či zastávka na území obce nejsou.

### Autobusová doprava 2024
Autobusovou dopravu v obci Svaté Pole zajišťují společnosti Arriva Střední Čechy a Martin Uher. Obec je součástí Pražské integrované dopravy (PID). V obci se nacházejí zastávky Svaté Pole a Svaté Pole,u kostela. Pod obec spadají také zastávky Svaté Pole,Budínek a Svaté Pole,Dolní Svaté Pole. Obec obsluhují autobusové linky 420 a 520 a Budínek linky 450 a 514. Linka 450 spojuje Dobříš se Sedlčany a Milevskem. V současnosti (2024) je tato linka provozována pouze v úseku Sedlčany – Milevsko kvůli uzavírce komunikace v Davli a u Borotic. Linka 420 vede z Prahy ze Smíchovského nádraží a pokračuje dále přes Dobříš, Višňovou, Kamýk nad Vltavou, Krásnou Horu nad Vltavou až do Milevska. Linka 514 propojuje Dobříš a obce Rybníky, Drhovy, Borotice, Drevníky a Županovice. Linka 520 propojuje Dobříš s okolními obcemi včetně Svatého Pole, Hřiměždic nebo Kamýku nad Vltavou.